# Hieronim Jazłowiecki
 Hieronim Jazłowiecki herbu Abdank (ur. 1570, zm. na początku 1607 roku) – dziedzic Jazłowca, poseł na sejm i do Turcji, wojewoda podolski (1605 - 1607), starosta czerwonogrodzki w 1595 roku, starosta sokalski, o którym Siarczyński pisał, że bitwy były dla niego igraszką, obóz domem, koń siedzeniem, odzieniem żelazna zbroja, i tańce z Tatarami zabawą.

## Życiorys
Pochodził ze starego rodu Jazłowieckich posiadających zamek w Jazłowcu, który przebudował w latach 1575-1607. Jego rodzicami byli Jerzy Jazłowiecki herbu Abdank (ur. 1510, zm. 8 marca 1575) – hetman wielki koronny w latach 1569–1575, hetman polny koronny w 1569, wojewoda podolski od 1567 oraz Elżbieta Tarło, córka Jana Tarły (zm. 1550), cześnika i podczaszego koronnego. Jego braćmi byli Mikołaj Jazłowiecki i Michał Jazłowiecki.
Wychowany w kalwinizmie, został jednak wysłany za granicę pod opieką lwowskiego kanonika i proboszcza rohatyńskiego ks. Perlickiego, gdzie 27 września 1585 immatrykulował się na jezuickim Uniwersytecie w Ingolstadt. W 1585 to doprowadziło do jego konwersji na katolicyzm, którego stał się fanatycznym wyznawcą. Konwersja zjednała mu także łaskę króla Zygmunta III Wazy, który faworyzował nawracających się na katolicyzm magantów.
Odziedziczył po ojcu męstwo. Po powrocie ze studiów, walczył z Tatarami i Wołochami, z Turkami na Węgrzech.
Wielokrotnie posłował do dwóch sułtanów tureckich. Brał udział w wyprawie pod Oczaków. W 1600 roku był posłem na sejm. Był deputatem na Trybunał Główny Koronny.
Oprócz starostwa czerwonogrodzkiego i sokalskiego otrzymał w 1605 r. urząd wojewody podolskiego. W czasie rokoszu Zebrzydowskiego stanął po stronie króla. Wielokrotnie w czasie swojego życia wchodził w konflikt z innymi magnatami, m.in. Potockimi (zwłaszcza w 1598 zajechał zbrojnie Gródek, posiadłość braci Jana, Andrzeja, Jakuba i Stefana Potockich), „Diabłem” Stadnickim niemal doprowadzając do wojny domowej.
W małżeństwie z księżniczką Eleonorą z książąt Ostrogskich, córką kasztelana krakowskiego Janusza Ostrogskiego nie miał potomstwa i na nim wygasł ród Jazłowieckich. Zmarł na początku 1607 i został pochowany w kościele dominikańskim w Jazłowcu. Wdowa po nim Eleonora z Ostrogskich w 1609 r. wyszła za mąż za księcia Jana Jerzego Radziwiłła (1588-1625) ordynata nieświeskiego.
Jego Listy wydał J. Czubek w zbiorze: Pisma polityczne z czasów rokoszu Zebrzydowskiego, t. II, Kraków 1918.